# Barbula conica
Barbula conica är en bladmossart som beskrevs av Sprengel 1827. Barbula conica ingår i släktet neonmossor, och familjen Pottiaceae. Inga underarter finns listade i Catalogue of Life.